# Aristolochia longeracemosa
Aristolochia longeracemosa är en piprankeväxtart som beskrevs av B. Hansen & L. Phuphathanaphong. Aristolochia longeracemosa ingår i släktet piprankor, och familjen piprankeväxter. Inga underarter finns listade i Catalogue of Life.